# Hednota perlatalis
Hednota perlatalis là một loài bướm đêm trong họ Crambidae.